# Tima Godbless
Tima Seikeseye Godbless (* 14. Juli 2004 in Bebelebiri) ist eine nigerianische Leichtathletin, die sich auf den Sprint spezialisiert hat. Mit der nigerianischen 4-mal-100-Meter-Staffel siegte sie 2022 und 2024 bei den Afrikameisterschaften.

## Sportliche Laufbahn
Erste internationale Erfahrungen sammelte Tima Godbless im Jahr 2021, als sie bei den U20-Weltmeisterschaften in Nairobi mit 11,61 s im Halbfinale im 100-Meter-Lauf ausschied und mit der nigerianischen 4-mal-100-Meter-Staffel in 43,90 s die Bronzemedaille gewann. Im Jahr darauf belegte sie dann bei den Afrikameisterschaften in Port Louis in 11,27 s den vierten Platz über 100 Meter. Zudem schied sie im 200-Meter-Lauf mit 23,55 s im Halbfinale aus und siegte mit der Staffel in 44,45 s gemeinsam mit Praise Idamadudu, Praise Ofoku und Tobi Amusan. Im August gelangte sie bei den U20-Weltmeisterschaften in Cali mit 11,19 s auf den fünften Platz über 100 Meter. 2023 siegte sie bei den U20-Afrikameisterschaften in Ndola mit 11,45 s über 100 Meter sowie in 23,35 s auch über 200 Meter. Zudem begann sie im selben Jahr ein Studium an der Louisiana State University in den Vereinigten Staaten. Bei den World Athletics Relays 2024 auf den Bahamas sicherte sie der nigerianischen 4-mal-100-Meter-Staffel einen Startplatz bei den Olympischen Spielen in Paris und im Juni siegte sie bei den Afrikameisterschaften in Douala in 43,01 s gemeinsam mit Justina Tiana Eyakpobeyan, Olayinka Olajide und Tobi Amusan. Im August schied sie bei den Olympischen Sommerspielen in Paris mit 11,33 s im Vorlauf über 100 Meter aus und verpasste im Staffelbewerb mit 42,70 s den Finaleinzug.
In den Jahren 2021 und 2022 wurde Godbless nigerianische Meisterin in der 4-mal-100-Meter-Staffel.

## Persönliche Bestleistungen
- 100 Meter: 11,03 s (+0,5 m/s), 25. Mai 2024 in Lexington
- 200 Meter: 22,56 s (+1,2 m/s), 6. Juni 2024 in Eugene